# Kodoli
Kodoli är en ort i Indien.   Den ligger i distriktet Kolhapur och delstaten Maharashtra, i den sydvästra delen av landet, 1 300 km söder om huvudstaden New Delhi. Kodoli ligger 566 meter över havet och antalet invånare är 17 537.
Terrängen runt Kodoli är platt åt nordost, men åt sydväst är den kuperad. Runt Kodoli är det mycket tätbefolkat, med 1 177 invånare per kvadratkilometer. Närmaste större samhälle är Shirāla, 13,9 km nordväst om Kodoli. Trakten runt Kodoli består till största delen av jordbruksmark.